# Кудымкарский район
Куды́мкарский район (коми-перм. Кудымкар район) — административный район в Коми-Пермяцком округе Пермского края России. Территория района входит в состав Кудымкарского муниципального округа.
Административный центр района и округа — город Кудымкар.

## География
Площадь района составляет 4734 км². Территория Кудымкарского района относится к таёжной области. Общий запас лесных ресурсов составляет 46,7 миллионов кубометров. Главными лесообразующими породами являются ель и сосна.

## История
Район образован 27 февраля 1924 года в составе Верхне-Камского округа Уральской области.
26 февраля 1925 года район вошёл в состав Коми-Пермяцкого национального округа.
13 января 1941 года часть территории Кудымкарского района была передана в новый Белоевский район.
В 1955 году Кудымкарский район был упразднён, 4 ноября 1959 вновь восстановлен на территории упразднённого Белоевского района и селений, подчинённых Кудымкарскому горсовету.
В 1947 году в Кудымкарском районе было 15 сельсоветов. В 1981 году район включал 22 сельсовета.
С 2004 по 2019 год в границах района существовал Кудымкарский муниципальный район, с 2019 по 2022 год — Кудымкарский муниципальный округ.
7 февраля 2022 года район объединён с Кудымкаром в единое муниципальное образование — Кудымкарский муниципальный округ.

## Население
| 1939    | 1959    | 1970    | 1979    | 1989    | 2000    | 2002    | 2005    | 2006    |
| ------- | ------- | ------- | ------- | ------- | ------- | ------- | ------- | ------- |
| 56 707  | ↗63 786 | ↘55 889 | ↘43 385 | ↘35 392 | ↘29 809 | ↘29 528 | ↘28 735 | ↘28 200 |
| 2007    | 2008    | 2009    | 2010    | 2011    | 2012    | 2013    | 2014    | 2015    |
| ↗28 400 | ↘27 922 | ↘27 616 | ↘25 808 | ↘25 732 | ↘25 245 | ↘24 715 | ↘24 045 | ↘23 719 |
| 2016    | 2017    | 2018    | 2019    | 2020    | 2021    | 2023    |         |         |
| ↘23 289 | ↘22 968 | ↘22 631 | ↘22 319 | ↘22 060 | ↗22 180 | ↗50 499 |         |         |

### Национальный состав
Национальный состав (по переписи 2010 года): коми-пермяки — 80,33 %, русские — 18,86 %.

## Муниципальное устройство

### Муниципальный район (2004—2019)
С 2004 по 2019 год в границах района существовал Кудымкарский муниципальный район. В состав муниципального района входили 6 сельских поселений.
| № | Наименование                       | Административный центр | Количество населённых пунктов | Население (чел.) |
| - | ---------------------------------- | ---------------------- | ----------------------------- | ---------------- |
| 1 | Белоевское сельское поселение      | село Белоево           | 57                            | ↘4692            |
| 2 | Верх-Иньвенское сельское поселение | село Верх-Иньва        | 61                            | ↘4115            |
| 3 | Ёгвинское сельское поселение       | село Ёгва              | 40                            | ↘3460            |
| 4 | Ленинское сельское поселение       | село Ленинск           | 50                            | ↘2484            |
| 5 | Ошибское сельское поселение        | село Ошиб              | 35                            | ↘2525            |
| 6 | Степановское сельское поселение    | деревня Степанова      | 34                            | ↘5043            |

### Муниципальный округ (2019—2022)
В 2019 году Кудымкарский муниципальный район и все входившие в него сельские поселения были упразднены и объединены в новое муниципальное образование — Кудымкарский муниципальный округ.

### Муниципальный округ с городом Кудымкаром (с 2022)
В феврале 2022 года в рамках организации местного самоуправления городской округ Кудымкар и Кудымкарский муниципальный округ были объединены в новое муниципальное образование с названием «Кудымкарский муниципальный округ Пермского края». При этом в рамках административно-территориального устройства Пермского края Кудмыкарский район и город краевого значения Кудымкар являются отдельными административно-территориальными единицами.

## Населённые пункты
В Кудымкарский муниципальный округ входит город Кудымкар и 274 сельских населённых пункта.
| №   | Населённый пункт          | Тип     | Население | Бывшее сельское поселение |
| --- | ------------------------- | ------- | --------- | ------------------------- |
| 1   | Алекова                   | деревня | 154       | Ёгвинское                 |
| 2   | Александрова              | деревня | 7         | Белоевское                |
| 3   | Алексеевка                | деревня | 25        | Ёгвинское                 |
| 4   | Амонова                   | деревня | 51        | Степановское              |
| 5   | Ананьева                  | деревня | 87        | Белоевское                |
| 6   | Андриянова                | деревня | 19        | Верх-Иньвенское           |
| 7   | Аникина                   | деревня | 18        | Верх-Иньвенское           |
| 8   | Антонова                  | деревня | 19        | Верх-Иньвенское           |
| 9   | Антропова                 | деревня | 15        | Ёгвинское                 |
| 10  | Аразаева                  | деревня | 2         | Верх-Иньвенское           |
| 11  | Арефьева                  | деревня | 26        | Ёгвинское                 |
| 12  | Артамонова                | деревня | 181       | Степановское              |
| 13  | Архипова                  | деревня | 54        | Ошибское                  |
| 14  | Багрова                   | деревня | 18        | Ленинское                 |
| 15  | Балкачи                   | деревня | 38        | Ленинское                 |
| 16  | Баранова                  | деревня | 95        | Ошибское                  |
| 17  | Баранова                  | деревня | 31        | Степановское              |
| 18  | Батина                    | деревня | 102       | Ёгвинское                 |
| 19  | Белоево                   | село    | ↗1545     | Белоевское                |
| 20  | Берёзовка                 | посёлок | 523       | Верх-Иньвенское           |
| 21  | Болка                     | деревня | 22        | Ленинское                 |
| 22  | Большая Серва             | деревня | 289       | Степановское              |
| 23  | Большая Сидорова          | деревня | 109       | Белоевское                |
| 24  | Борисова                  | деревня | 51        | Степановское              |
| 25  | Бормотова                 | деревня | 79        | Ленинское                 |
| 26  | Боярская                  | деревня | 9         | Степановское              |
| 27  | Бражкина                  | деревня | 60        | Белоевское                |
| 28  | Брюшинина                 | деревня | 1         | Ленинское                 |
| 29  | Бурлова                   | деревня | 10        | Ленинское                 |
| 30  | Буслаева                  | деревня | 9         | Ленинское                 |
| 31  | Быстрый                   | посёлок | 187       | Степановское              |
| 32  | Ваганова                  | деревня | 262       | Ёгвинское                 |
| 33  | Важ-Пальник               | деревня | 8         | Ошибское                  |
| 34  | Важ-Пашня                 | деревня | 82        | Белоевское                |
| 35  | Важ-Чигас                 | деревня | 29        | Белоевское                |
| 36  | Валькова                  | деревня | 20        | Верх-Иньвенское           |
| 37  | Васева                    | деревня | 88        | Верх-Иньвенское           |
| 38  | Васильевка                | деревня | 1         | Степановское              |
| 39  | Васькина Гарь             | деревня | 6         | Ленинское                 |
| 40  | Вась-Пальник              | деревня | 2         | Белоевское                |
| 41  | Васюкова                  | деревня | 4         | Белоевское                |
| 42  | Васюкова                  | деревня | 95        | Белоевское                |
| 43  | Вежайка                   | деревня | 28        | Верх-Иньвенское           |
| 44  | Велва-База                | посёлок | 520       | Ошибское                  |
| 45  | Верх-Буждом               | посёлок | 265       | Верх-Иньвенское           |
| 46  | Верх-Иньва                | село    | ↘1136     | Верх-Иньвенское           |
| 47  | Верх-Юсьва                | село    | 733       | Ленинское                 |
| 48  | Весёлый Мыс               | посёлок | 247       | Верх-Иньвенское           |
| 49  | Визяй                     | деревня | 72        | Верх-Иньвенское           |
| 50  | Виль-Жукова               | деревня | 27        | Верх-Иньвенское           |
| 51  | Виль-Конанова             | деревня | 14        | Ошибское                  |
| 52  | Виль-Чигас                | деревня | 10        | Белоевское                |
| 53  | Виль-Чукылева             | деревня | 11        | Ошибское                  |
| 54  | Виль-Шулай                | деревня | ↘69       | Верх-Иньвенское           |
| 55  | Внукова                   | деревня | 69        | Верх-Иньвенское           |
| 56  | Вырова                    | деревня | 163       | Степановское              |
| 57  | Габова                    | деревня | 22        | Ёгвинское                 |
| 58  | Гаврилова                 | деревня | 35        | Ленинское                 |
| 59  | Гаврукова                 | деревня | 114       | Верх-Иньвенское           |
| 60  | Гайшор                    | деревня | 37        | Ленинское                 |
| 61  | Галина                    | деревня | 19        | Ленинское                 |
| 62  | Галюкова                  | деревня | 23        | Ошибское                  |
| 63  | Ганина                    | деревня | 21        | Верх-Иньвенское           |
| 64  | Голубкова                 | деревня | 2         | Верх-Иньвенское           |
| 65  | Гордина                   | деревня | 2         | Белоевское                |
| 66  | Гришунева                 | деревня | 72        | Верх-Иньвенское           |
| 67  | Гурина                    | деревня | 34        | Верх-Иньвенское           |
| 68  | Гурина                    | деревня | 314       | Ёгвинское                 |
| 69  | Гырова                    | деревня | 20        | Верх-Иньвенское           |
| 70  | Даньшина                  | деревня | 11        | Ёгвинское                 |
| 71  | Девина                    | деревня | 37        | Ошибское                  |
| 72  | Демина                    | деревня | 107       | Степановское              |
| 73  | Демино                    | деревня | 324       | Верх-Иньвенское           |
| 74  | Дерсканова                | деревня | 28        | Ёгвинское                 |
| 75  | Додонова                  | деревня | 12        | Ёгвинское                 |
| 76  | Евдокимова                | деревня | 23        | Ленинское                 |
| 77  | Евсина                    | деревня | 17        | Белоевское                |
| 78  | Ёгва                      | село    | ↘760      | Ёгвинское                 |
| 79  | Егичи                     | деревня | 27        | Белоевское                |
| 80  | Егорова                   | деревня | 216       | Ошибское                  |
| 81  | Епанова                   | деревня | 42        | Белоевское                |
| 82  | Ермакова                  | деревня | 60        | Ёгвинское                 |
| 83  | Ершова                    | деревня | 7         | Ленинское                 |
| 84  | Живые                     | деревня | 45        | Ленинское                 |
| 85  | Заполье                   | деревня | 4         | Белоевское                |
| 86  | Заполье                   | деревня | 47        | Верх-Иньвенское           |
| 87  | Заречный Пешнигорт        | деревня | 68        | Степановское              |
| 88  | Захарова                  | деревня | 47        | Ошибское                  |
| 89  | Зюльганова                | деревня | 125       | Степановское              |
| 90  | Иванкова                  | деревня | 36        | Ленинское                 |
| 91  | Ивашкова                  | деревня | 18        | Белоевское                |
| 92  | Ивукова                   | деревня | 206       | Степановское              |
| 93  | Ильичи                    | деревня | 21        | Белоевское                |
| 94  | Исакова                   | деревня | 9         | Белоевское                |
| 95  | Казарина                  | деревня | 55        | Ленинское                 |
| 96  | Калинина                  | деревня | 12        | Верх-Иньвенское           |
| 97  | Калинина                  | деревня | 40        | Ленинское                 |
| 98  | Камашор                   | деревня | 45        | Ёгвинское                 |
| 99  | Канамова                  | деревня | 3         | Ленинское                 |
| 100 | Карбас                    | деревня | 153       | Белоевское                |
| 101 | Карп-Васькина             | деревня | 8         | Белоевское                |
| 102 | Карпина                   | деревня | 39        | Ленинское                 |
| 103 | Кекур                     | деревня | 1         | Ленинское                 |
| 104 | Кекур                     | деревня | 355       | Степановское              |
| 105 | Кипрушева                 | деревня | 8         | Белоевское                |
| 106 | Киршина                   | деревня | 95        | Ошибское                  |
| 107 | Ключи                     | деревня | 33        | Ленинское                 |
| 108 | Ключ-Мыс                  | деревня | 2         | Верх-Иньвенское           |
| 109 | Ковыляева                 | деревня | 65        | Верх-Иньвенское           |
| 110 | Кожина                    | деревня | 24        | Степановское              |
| 111 | Козлова                   | деревня | 11        | Белоевское                |
| 112 | Козлова                   | деревня | 113       | Ёгвинское                 |
| 113 | Кокорина                  | деревня | 21        | Верх-Иньвенское           |
| 114 | Конанова                  | деревня | 210       | Ошибское                  |
| 115 | Конина                    | деревня | 9         | Ленинское                 |
| 116 | Коньшина                  | деревня | 13        | Белоевское                |
| 117 | Королева                  | деревня | 1         | Белоевское                |
| 118 | Корчевня                  | деревня | 332       | Ёгвинское                 |
| 119 | Косогор                   | деревня | 15        | Белоевское                |
| 120 | Косогор                   | деревня | 2         | Ленинское                 |
| 121 | Косьва                    | деревня | 17        | Ошибское                  |
| 122 | Коштанова                 | деревня | 42        | Верх-Иньвенское           |
| 123 | Кува                      | село    | ↘1036     | Белоевское                |
| 124 | Кудымкар                  | город   | ↗28 630   |                           |
| 125 | Кузнецова                 | деревня |           | Степановское              |
| 126 | Кузнецова                 | деревня |           | Степановское              |
| 127 | Кузолова                  | деревня | 1         | Верх-Иньвенское           |
| 128 | Кузьва                    | деревня | 268       | Белоевское                |
| 129 | Кузьмина                  | деревня | 61        | Ошибское                  |
| 130 | Кукшинова                 | деревня | 65        | Верх-Иньвенское           |
| 131 | Курдюкова                 | деревня | 9         | Белоевское                |
| 132 | Левина                    | деревня | 25        | Верх-Иньвенское           |
| 133 | Левина                    | деревня | 107       | Ёгвинское                 |
| 134 | Лелева                    | деревня | 62        | Верх-Иньвенское           |
| 135 | Ленинск                   | село    | 592       | Ленинское                 |
| 136 | Логинова                  | деревня | 13        | Верх-Иньвенское           |
| 137 | Лопатина                  | деревня | 125       | Степановское              |
| 138 | Лопвадор                  | деревня | 11        | Белоевское                |
| 139 | Лячканова                 | деревня | 17        | Ёгвинское                 |
| 140 | Мазунина                  | деревня | 13        | Ленинское                 |
| 141 | Максимова                 | деревня | 8         | Ошибское                  |
| 142 | Малахова                  | деревня | 18        | Белоевское                |
| 143 | Малахова                  | деревня | 15        | Ошибское                  |
| 144 | Малая Серва               | деревня | 354       | Степановское              |
| 145 | Малая Сидорова            | деревня | 43        | Белоевское                |
| 146 | Мальцева                  | деревня | 211       | Белоевское                |
| 147 | Мартина                   | деревня | 62        | Ёгвинское                 |
| 148 | Мартюшева                 | деревня | 9         | Верх-Иньвенское           |
| 149 | Мелехина                  | деревня | 159       | Ошибское                  |
| 150 | Мечкор                    | деревня | 133       | Белоевское                |
| 151 | Мижуева                   | деревня | 256       | Ёгвинское                 |
| 152 | Минядын                   | деревня | 23        | Белоевское                |
| 153 | Миронова                  | деревня | 43        | Степановское              |
| 154 | Митева                    | деревня | 4         | Белоевское                |
| 155 | Митрокова                 | деревня | 0         | Ленинское                 |
| 156 | Миш-Пиян                  | деревня | 84        | Верх-Иньвенское           |
| 157 | Молова                    | деревня | 82        | Ёгвинское                 |
| 158 | Москвина                  | деревня | 215       | Верх-Иньвенское           |
| 159 | Мошева                    | деревня | 160       | Белоевское                |
| 160 | Мурмарова                 | деревня | 63        | Ёгвинское                 |
| 161 | Мучаки                    | деревня | 15        | Ленинское                 |
| 162 | Нельсина                  | деревня | 39        | Верх-Иньвенское           |
| 163 | Непина                    | деревня | 124       | Белоевское                |
| 164 | Нестерова                 | деревня | 42        | Верх-Иньвенское           |
| 165 | Николичи                  | деревня | 13        | Белоевское                |
| 166 | Новая Шляпина             | деревня | 46        | Ошибское                  |
| 167 | Новожилова                | деревня | 6         | Верх-Иньвенское           |
| 168 | Новоселова                | деревня | 82        | Ошибское                  |
| 169 | Новоселовский Лесоучасток | посёлок | 42        | Степановское              |
| 170 | Осипова                   | деревня | 1         | Белоевское                |
| 171 | Осипова                   | деревня | 43        | Ошибское                  |
| 172 | Остапова                  | деревня | 41        | Степановское              |
| 173 | Отево                     | село    | 112       | Белоевское                |
| 174 | Ошиб                      | село    | 536       | Ошибское                  |
| 175 | Ошова                     | деревня | 29        | Ленинское                 |
| 176 | Палева                    | деревня | 14        | Белоевское                |
| 177 | Палева                    | деревня | 73        | Верх-Иньвенское           |
| 178 | Панья                     | деревня | 11        | Ленинское                 |
| 179 | Паньяшор                  | деревня | 18        | Верх-Иньвенское           |
| 180 | Парфенова                 | деревня | 51        | Верх-Иньвенское           |
| 181 | Парфенова                 | деревня | 3         | Ленинское                 |
| 182 | Паршакова                 | деревня | 26        | Ёгвинское                 |
| 183 | Патрукова                 | деревня | 106       | Ошибское                  |
| 184 | Перкова                   | деревня | 121       | Белоевское                |
| 185 | Першина                   | деревня | 38        | Белоевское                |
| 186 | Петухова                  | деревня | 96        | Ошибское                  |
| 187 | Пешнигорт                 | село    | 856       | Степановское              |
| 188 | Пидаева                   | деревня | 59        | Степановское              |
| 189 | Питер                     | деревня | 27        | Верх-Иньвенское           |
| 190 | Пихтовка                  | деревня | 71        | Белоевское                |
| 191 | Плешкова                  | деревня | 44        | Ошибское                  |
| 192 | Плотникова                | деревня | 140       | Степановское              |
| 193 | Подволочная               | деревня | 1         | Верх-Иньвенское           |
| 194 | Подгора                   | деревня | 53        | Ленинское                 |
| 195 | Полва                     | село    | 330       | Ленинское                 |
| 196 | Поносова                  | деревня | 112       | Ёгвинское                 |
| 197 | Порськокова               | деревня | 126       | Ёгвинское                 |
| 198 | Почкина                   | деревня | 90        | Степановское              |
| 199 | Пронева                   | деревня | 35        | Ёгвинское                 |
| 200 | Пронина                   | деревня | 12        | Верх-Иньвенское           |
| 201 | Пронина                   | деревня | 15        | Ёгвинское                 |
| 202 | Пронина                   | деревня | 37        | Ленинское                 |
| 203 | Пруддор                   | деревня | 65        | Белоевское                |
| 204 | Путоева                   | деревня | 11        | Верх-Иньвенское           |
| 205 | Пятина                    | деревня | 69        | Ленинское                 |
| 206 | Разина                    | деревня | 116       | Верх-Иньвенское           |
| 207 | Ракшина                   | деревня | 124       | Ленинское                 |
| 208 | Ректанова                 | деревня | 1         | Ёгвинское                 |
| 209 | Родева                    | деревня | 20        | Ёгвинское                 |
| 210 | Родина                    | деревня | 48        | Ёгвинское                 |
| 211 | Родина                    | деревня | 3         | Ленинское                 |
| 212 | Романова                  | деревня | 52        | Степановское              |
| 213 | Рочева                    | деревня | 101       | Ошибское                  |
| 214 | Савина                    | деревня | 70        | Ёгвинское                 |
| 215 | Савина                    | деревня | 22        | Ошибское                  |
| 216 | Садовая                   | деревня | 49        | Верх-Иньвенское           |
| 217 | Самково                   | село    | 378       | Верх-Иньвенское           |
| 218 | Саранина                  | деревня | 39        | Белоевское                |
| 219 | Селева                    | деревня | 12        | Верх-Иньвенское           |
| 220 | Селькова                  | деревня | 0         | Ленинское                 |
| 221 | Сенина                    | деревня | 44        | Белоевское                |
| 222 | Сенина                    | деревня | 85        | Верх-Иньвенское           |
| 223 | Сенькашор                 | деревня | 5         | Ошибское                  |
| 224 | Сенюкова                  | деревня | 17        | Ленинское                 |
| 225 | Сергеева                  | деревня | 12        | Белоевское                |
| 226 | Сергина                   | деревня | 14        | Степановское              |
| 227 | Сидорова                  | деревня | 13        | Верх-Иньвенское           |
| 228 | Сидорова                  | деревня | 21        | Ленинское                 |
| 229 | Сидоршор                  | деревня | 182       | Ленинское                 |
| 230 | Сизева                    | деревня | 9         | Ошибское                  |
| 231 | Силина                    | деревня | 3         | Белоевское                |
| 232 | Силина                    | деревня | 2         | Верх-Иньвенское           |
| 233 | Слудина                   | деревня | 119       | Ёгвинское                 |
| 234 | Сордва                    | деревня | 22        | Ёгвинское                 |
| 235 | Софонкова                 | деревня | 61        | Степановское              |
| 236 | Софронова                 | деревня | 0         | Степановское              |
| 237 | Спасова                   | деревня | 7         | Ленинское                 |
| 238 | Старая Кузьва             | деревня | 16        | Белоевское                |
| 239 | Старая Шляпина            | деревня | 82        | Ошибское                  |
| 240 | Степанова                 | деревня | 542       | Степановское              |
| 241 | Сылвож                    | деревня | 89        | Ленинское                 |
| 242 | Сыстерова                 | деревня | 16        | Ёгвинское                 |
| 243 | Сюзь-Позья                | деревня | 161       | Ошибское                  |
| 244 | Тарасова                  | деревня | 22        | Ошибское                  |
| 245 | Тарова                    | деревня | 497       | Степановское              |
| 246 | Тебенькова                | деревня | 143       | Белоевское                |
| 247 | Тихий                     | посёлок | 335       | Степановское              |
| 248 | Тихонята                  | деревня | 15        | Ленинское                 |
| 249 | Трапезники                | деревня | 34        | Ошибское                  |
| 250 | Третьева                  | деревня | 10        | Белоевское                |
| 251 | Трошева                   | деревня | 37        | Белоевское                |
| 252 | Трошева                   | деревня | 107       | Верх-Иньвенское           |
| 253 | Учхоз                     | деревня | 68        | Степановское              |
| 254 | Учэт-Зон                  | деревня | 23        | Верх-Иньвенское           |
| 255 | Фадеева                   | деревня | 21        | Ошибское                  |
| 256 | Федотова                  | деревня | 8         | Ёгвинское                 |
| 257 | Филаева                   | деревня | 12        | Ленинское                 |
| 258 | Харина                    | деревня | 126       | Степановское              |
| 259 | Харинова                  | деревня | 24        | Верх-Иньвенское           |
| 260 | Цыбьян                    | деревня | 8         | Белоевское                |
| 261 | Чаверина                  | деревня | 9         | Ленинское                 |
| 262 | Чакилева                  | деревня | 43        | Степановское              |
| 263 | Чащилова                  | деревня | 113       | Ёгвинское                 |
| 264 | Черемнова                 | деревня | 35        | Верх-Иньвенское           |
| 265 | Чукылева                  | деревня | 25        | Ёгвинское                 |
| 266 | Шабурова                  | деревня | 7         | Ёгвинское                 |
| 267 | Шадрина                   | деревня | 187       | Белоевское                |
| 268 | Шайдырова                 | деревня | 22        | Ленинское                 |
| 269 | Шарволь                   | посёлок | 19        | Ошибское                  |
| 270 | Шипицына                  | деревня | 44        | Ёгвинское                 |
| 271 | Шорйыв                    | деревня | 54        | Белоевское                |
| 272 | Эрна                      | посёлок | 192       | Ошибское                  |
| 273 | Юньга                     | деревня | 95        | Верх-Иньвенское           |
| 274 | Ягодина                   | деревня | 43        | Ёгвинское                 |
| 275 | Якина                     | деревня | 13        | Ленинское                 |
| 276 | Ярашева                   | деревня | 45        | Верх-Иньвенское           |

По состоянию на 1 января 1981 года на территории Кудымкарского района находилось всего 319 сельских населённых пунктов.
Упразднённые населённые пункты
- 1992 год — поселок Пограничный Березовского сельсовета; деревня Мартеева Егоровского сельсовета; деревни Баскоева, Ганева, Грибанова и Поюрова Корчевнинского сельсовета; деревня Катаева Кувинского сельсовета; деревни Кык-Вэрколас и Фокичи Кузьвинского сельсовета; деревня Луговские Ленинского сельсовета; деревня Дмитриевка Мижуевского сельсовета; деревни Карабатова и Полом Полвинского сельсовета; деревня Бобунева Верх-Иньвенского сельсовета; деревня Вырья Деминского сельсовета; деревни Буждом, Золотой Мыс и Шэрвож Самковского сельсовета[40].

- 2008 год — деревни Новосёлова на территории бывшего Степановского сельского поселения (восстановлена в 2016 году под новым наименованием Кузнецова[41]), Щелкова, Юсьвадор, Якшина, Сечище на территории бывшего Верх-Иньвенского сельского поселения[42],
- 2009 год — деревня Викторова[43] (на территории бывшего Степановского сельского поселения),
- 2013 год — деревня Жак-Ключ[44],
- 2014 год — деревня Таскаева[45]  на территории бывшего бывшего Верх-Иньвенского сельского поселения,
- 2021 год — деревня Еремушкина[46] на территории бывшего бывшего Верх-Иньвенского сельского поселения.

- 2024 год — деревня Позагорт.

## Экономика
Крупные промышленные предприятия на территории района отсутствуют. В структуре промышленности ведущее место занимают предприятия, занимающиеся заготовкой и переработкой леса.
Производством сельскохозяйственной продукции занимаются 11 хозяйств, которые специализируются в основном на производстве молока и мяса.